# Лауреаты Премии Правительства Российской Федерации в области образования (1996)
 Лауреаты Премии Правительства Российской Федерации в области образования 1996 года — перечень награждённых правительственной наградой Российской Федерации, присужденной за достижения в образовательной деятельности.
Лауреаты определены Постановлением Правительства РФ от 24 октября 1997  года № 1356 на основании предложения Совета по присуждению премий Президента Российской Федерации и премий Правительства Российской Федерации в области образования.
1. Граник Генриетте Григорьевне, доктору психологических наук,
действительному члену Российской академии образования, главному
научному сотруднику Психологического института Российской академии
образования, Бондаренко Стелле Морисовне, Концевой Лилии Абрамовне,
кандидатам психологических наук, старшим научным сотрудникам, -
работникам того же института, — за создание
научно-учебно-методического комплекта «Русская филология» для
общеобразовательных учреждений.
2. Матросову Виктору Леонидовичу, доктору
физико-математических наук, академику Российской академии
образования, ректору Московского педагогического государственного
университета, Баврину Ивану Ивановичу, доктору
физико-математических наук, члену-корреспонденту Российской
академии образования, профессору того же университета, — за
создание «Комплекта учебников по высшей математике для
педагогических вузов».
3. Андреевой Алевтине Александровне, кандидату педагогических
наук, заместителю директора Гжельского художественно-промышленного
колледжа; Логинову Виктору Михайловичу, кандидату педагогических
наук, генеральному директору закрытого акционерного общества
«Объединение Гжель», Бидак Наталье Трофимовне,
художнику-наставнику, Селиверстовой Галине Ивановне, мастеру
производственного обучения, Антиповой Светлане Михайловне,
заведующей детским садом N 28 «Синяя птица», — работникам того же
акционерного общества; Шелепову Василию Павловичу, директору
Гжельской средней школы, — за создание региональной системы
непрерывного образования и воспитания молодого поколения народного
художественного промысла «Гжель».
4. Петровскому Артуру Владимировичу, доктору психологических
наук, действительному члену Российской академии образования,
президенту Российской академии образования; Ярошевскому Михаилу
Григорьевичу, доктору психологических наук, главному научному
сотруднику Института истории естествознания и техники имени
С. И. Вавилова Российской академии наук, — за научно-практическую
разработку «Четырехуровневая система психологического образования в
высших учебных заведениях (с комплектом учебников и учебных
пособий)» для высших учебных заведений.
5. Тихонову Александру Николаевичу, доктору филологических
наук, профессору Московского государственного открытого
педагогического университета, — за создание учебных словарей
«Школьный словообразовательный словарь русского языка» и
«Морфемно-орфографический словарь» для общеобразовательных
учреждений.
6. Дьяченко Ольге Михайловне, доктору психологических наук,
члену-корреспонденту Российской академии образования, заведующей
лабораторией Исследовательского центра семьи и детства Российской
академии образования, Булычевой Антонине Ивановне, Лаврентьевой
Татьяне Владимировне, Холмовской Валентине Васильевне, кандидатам
психологических наук, Варенцовой Наталии Сергеевне, Павловой Лидии
Николаевне, кандидатам педагогических наук, ведущим научным
сотрудникам, Бардиной Роксане Иосифовне, кандидату психологических
наук, старшему научному сотруднику, — работникам того же центра;
Михайленко Нинель Яковлевне, доктору педагогических наук, главному
специалисту Института педагогических инноваций Российской академии
образования; Венгеру Леониду Абрамовичу, доктору психологических
наук, заведующему лабораторией Научно-исследовательского института
дошкольного воспитания Академии педагогических наук СССР
(посмертно), — за разработку образовательной программы «Развитие»
для дошкольных образовательных учреждений.